# Балтимор Буллетс (1944—1954)
«Балтимор Буллетс» (англ. Baltimore Bullets) — американский профессиональный баскетбольный клуб, выступавший в Американской баскетбольной лиге (1944—1947), Баскетбольной Ассоциации Америки (1947—1949), а также (начиная с 1949 года, после слияния БАА с НБЛ) в Национальной баскетбольной ассоциации. 27 ноября 1954 года после 14-ти проведённых игр сезона 1954/1955 команда была расформирована, таким образом став единственной чемпионской франшизой НБА, не дожившей до наших дней (современная команда Вашингтон Уизардс относится к другой франшизе).

## История клуба
- Балтимор Буллетс (БАА, 1948—1949) — два участия в плей-офф и чемпионство
- Балтимор Буллетс (НБА, 1950—1954) — одно участие в плей-офф

## Статистика
| Чемпионы АБЛ | Чемпионы БАА/НБА | Чемпионы дивизиона | Попадание в плей-офф |

| Сезон   | Лига | Дивизион  | Див № | В  | П  | П%   | Плей-офф | Награды                       |
| ------- | ---- | --------- | ----- | -- | -- | ---- | --- | ----------------------------- |
| 1944/45 | АБЛ  | —         | 4     | 14 | 16 | .467 | Выиграли в первом раунде («Тайгерс») 2-1 Проиграли в финале АБЛ (СПХА) 1-2                                                                              |                               |
| 1945/46 | АБЛ  | —         | Н-1   | 21 | 13 | .618 | Выиграли тай-брейк (СПХА) 1-0 Выиграли в первом раунде («Готэмс») 2-0 Выиграли в финале АБЛ (СПХА) 3-1                                                  |                               |
| 1946/47 | АБЛ  | Южный     | 1     | 31 | 3  | .912 | Выиграли в первом раунде («Готэмс») 2-1 Несостоявшийся финал АБЛ («Тайгерс»)                                                                            |                               |
| 1947/48 | БАА  | Западный  | 2nd   | 28 | 20 | .583 | Выиграли тай-брейк дивизиона («Стэгс») 1-0 Выиграли в первом раунде («Никс») 2-1 Выиграли полуфинал БАА («Стэгс») 2-0 Выиграли финал БАА (Уорриорз) 4-2 |                               |
| 1948/49 | БАА  | Восточный | 3rd   | 29 | 31 | .483 | Проиграли в полуфинале дивизиона («Никс») 1-2 |                               |
| 1949/50 | НБА  | Восточный | 5th   | 25 | 43 | .368 | |                               |
| 1950/51 | НБА  | Восточный | 5th   | 24 | 42 | .364 | |                               |
| 1951/52 | НБА  | Восточный | 5th   | 20 | 46 | .303 | |                               |
| 1952/53 | НБА  | Восточный | 4th   | 16 | 54 | .229 | Проиграли в полуфинале дивизиона («Никс») 0-2 |                               |
| 1953/54 | НБА  | Восточный | 5th   | 16 | 56 | .222 | | Рэй Феликс (Новичок года НБА) |
| 1954/55 | НБА  | Восточный | н/д   | 3  | 11 | .214 | |                               |

## Список известных игроков
| - Джон Абрамович - Дон Барксдейл - Уолт Будко - Билл Кэлхун - Рэй Эллефсон | - Рэй Феликс - Пол Гордон - Пол Хоффман - Боб Хубрегс - Бадди Дженнетт | - Рэд Клотц - Джеймс Луизи - Рэй Лумпп - Джон Мандич - Эдди Миллер | - Кен Мюррей - Боб Петерсон - Дон Рехфельдт - Чик Райзер - Рэд Роча | - Кенни Сэйлорс - Фред Сколари - Пол Сеймур - Дик Триптоу - Марк Уоркмен |

### Тренеры
- Бен Крамер
- Рэд Розан
- Бадди Дженнетт
- Уолт Будко
- Фред Сколари
- Чик Райзер
- Клэйр Би
- Альберт Бартельме

### Баскетбольный зал славы
- Бадди Дженнетт (игрок, 1947—1950 / тренер, 1947—1951)
- Клэйр Би (тренер, 1952—1954)